# 슈타디온 방크도르프
슈타디온 방크도르프(독일어: Stadion Wankdorf)는 스위스 베른에 있는 축구 경기장으로, BSC 영 보이스의 홈구장으로 사용하고 있다. 스위스에 있는 전좌석 경기장 중에 두 번째로 큰 축구 경기장이며, 가장 최근에는 UEFA 여자 유로 2025 경기장으로 선정되었다.

## 역사
2001년에 폐장된 방크도르프슈타디온 자리에 지어졌다. 새 경기장은 32,000명의 전좌석 경기장으로 지어졌다. 지붕에는 태양광발전장치를 통해 1년에 700,000 와트시의 전력을 생산해낸다. 경기장은 공식적으로 2005년 7월 30일에 개장하였다. 하지만 첫 번째 경기는 개장 전인 2005년 7월 16일에 열렸는데 그 경기는 BSC 영 보이즈와 올랭피크 드 마르세유의 경기(올랭피크 드 마르세유의 3-2 승리로 끝남)였고 14,000명의 관중이 들어왔다. 이 경기는 "시설 테스트"의 목적으로 열렸으며 14,000명 이상의 티켓을 판매하지 않았다.
2005년 FC 툰의 챔피언스리그 홈구장으로 사용되었고 UEFA컵 32강전 경기에도 사용되었다.